# اومون (سوم)
اومون (به فرانسوی: Aumont) یک کمون در فرانسه است که در canton of Hornoy-le-Bourg واقع شده‌است. اومون ۳٫۳۱ کیلومتر مربع مساحت دارد ۱۲۷ متر بالاتر از سطح دریا واقع شده‌است.